# Avījdān
Avījdān (persiska: اويجدان) är en ort i Iran.   Den ligger i provinsen Mazandaran, i den norra delen av landet, 90 km norr om huvudstaden Teheran. Avījdān ligger 1 089 meter över havet och antalet invånare är 160.
Terrängen runt Avījdān är varierad.Runt Avījdān är det ganska tätbefolkat, med 80 invånare per kvadratkilometer. Närmaste större samhälle är Kalārdasht, 1,7 km sydväst om Avījdān. I omgivningarna runt Avījdān växer i huvudsak blandskog.